# ロケットミュージック
ロケットミュージック株式会社は、日本の楽譜出版および総合楽譜販売（国内出版楽譜および海外出版楽譜）の会社である。

## 概要
ミュージックエイトの2代目代表取締役社長がミュージックエイトのグループ企業、株式会社エイトカンパニィとして2011年に設立。その後、完全に独立し、2014年10月8日に社名をロケットミュージックに変更した。
ミュージックエイト同様、吹奏楽や小学生のための器楽合奏、ソロ楽譜やアンサンブル楽譜の出版を行なっているが、自社刊行数は2,100件以上。一方で、海外の出版社より販売されている楽譜の輸入代行販売のほか、国内の出版社も含め全カテゴリ（ピアノ、ギター、ドラム、バンドスコア、管楽器、弦楽器、吹奏楽、マーチングバンド、ジャズアンサンブル、オーケストラ、声楽・合唱、教育楽器、和楽器、他）の楽譜販売を行っていて、取扱楽譜数は20万件以上。
ミュージックエイトの創業者、助安由吉は2015年6月、ミュージックエイト三代目代表取締役（創業者の次男）によりミュージックエイトから解任されてロケットミュージックに移籍した。

## 出版しているシリーズ
| シリーズ                   | 備考                                                               |
| -------------------------- | ------------------------------------------------------------------ |
| 吹奏楽ポップスステージ     | ニュー・サウンズ・イン・ブラス等で活躍するトップ編曲家起用シリーズ |
| 吹奏楽フレックス           | 5人編成（+打楽器）から演奏可能の小編成バンド対応楽譜シリーズ       |
| 吹奏楽ゴールドポップ       | ジャズ・ポップスを中心としたハイ・グレードのシリーズ               |
| 吹奏楽ドラゴンクエスト     | すぎやまこういち公認のシリーズ                                     |
| 吹奏楽ブラバン甲子園       | 野球応援向けに編曲されたシリーズ                                   |
| 吹奏楽オリジナル           | 吹奏楽のオリジナル楽曲シリーズ                                     |
| 吹奏楽アレンジ             | クラシック曲を吹奏楽用に編曲したシリーズ                           |
| アンサンブル               | 吹奏楽の様々な編成のアンサンブルシリーズ                           |
| ソロコンテストレパートリー | 管打楽器コンテスト用に作られた邦人作家起用のシリーズ               |
| ポップス・ソロ             | 管打楽器,各楽器のYoutubeとタイアップしたソロシリーズ。             |
| 小学校のための金管バンド   | 伝統的な正式金管バンドの編成でやさしくアレンジしたシリーズ         |
| 小学生のための器楽合奏     | 【3-4年生用】と【5-6年生用】の学年別の難易度による2種別に出版      |
| ピアノ・ソロ               | ピアノ・ソロ楽曲シリーズ                                           |
| CD                         | 8com Entertainment, ロケットミュージックレーベルによる各種CD       |

## 作編曲家
- 服部克久
- 服部隆之
- 前田憲男
- 齋藤高順
- 真島俊夫
- 天野正道
- 鈴木英史
- 星出尚志
- 伊藤康英
- 小長谷宗一
- 岩田学
- 八木澤教司
- 福島弘和
- 広瀬勇人
- 金山徹
- 杉本幸一
- 田嶋勉
- 宍倉晃
- 波田野直彦
- 三澤慶
- 堀越隆一
- 松本峰明
- 北野圭威秩
- 内堀勝
- 三浦秀秋
- 清水大輔 (作曲家)
- 高橋宏樹
- 木原塁
- 坂井貴祐
- 朴守賢
- 瀬尾宗利（オランダ語版）
- 本澤なおゆき
- 山里佐和子
- 江原大介
- 片岡寛晶
- 鹿野草平
- 渡辺将也
- 三浦真里
- ユッコ・ミラー
- Sumika.
- 要田詩織
- 今村耀
- 中原みづき
- 小林直哉
- 服部恵
- 小谷有人
- 長野雄行
- 和田直也
- 鳥羽山沙紀
- 大川勝巳
- 山田雅彦
- 下田和輝
- 栗須明
- 下中拓哉
- 増井咲
- 伊藤大騎
- 長門佑紀
- 佐藤静香
- AKI-C
- 中原みづき
- 荒川マナ
- 三浦こと美
- 岩永知佳
- 三國浩平
- 今村愛紀
- 近藤悠介
- 関向弥生
- 関口孝明
- 小松孝文
- 矢賀部竜成
- COLORFUL（クラリネット四重奏）
- 若林愛
- 松浦正敏
- ジョセフ・オリヴァドーティ
- フランシス・ヴィヴィアン・ダン